# Miloš Žák
Miloš Žák (11. června 1891 Brno – 16. května 1970 Praha) byl moravský důstojník, příslušník československých legií v Rusku a posléze generálmajor Československé armády.

## Život

### Mládí a první světová válka
Narodil se v Brně, studoval na Karlo-Ferdinandově univerzitě v Praze a následně na univerzitě ve Vídni. Když roku 1914 Rakousko-Uhersko vyhlásilo válku Srbsku a následně tak vstoupilo do válečného stavu s Ruskem, byl odveden do Rakousko-uherské armády a odvelen nejprve na jižní a italskou, posléze pak na východní frontu. V rakousko-uherské armádě absolvoval důstojnický kurz.
Zde byl v červenci 1917 zajat, v Rusku následně vstoupil do československých legií. Během ruské občanské války při bojích s bolševiky na Ukrajině velel 3. úderné rotě a podílel se na dobytí měst Petropavlovsk, Troick, Zlatoust a Njazepetrovsk, s legiemi pak nastoupil trasu tzv. Sibiřské anabáze. Byl jmenován velitelem západouralské skupiny legií, v této funkci se účastnil dobytí Jekatěrinburgu, pozdějšího zdejšího sídla československé Národní rady. I se svým těžkým zraněním uhájil se svými muži pozici ve vítězné bitvě u Baltyma. V září 1918 byl jmenován podplukovníkem a velitelem 4. střeleckého pluku Prokopa Velikého a rok nato náčelníkem štábu 1. střelecké divize. Jako náčelník předvoje čs. legionářských vojsk na Sibiři porazil oddíly atamana Semenova, čímž zajistil bajkalské železniční tunely pro průjezd vlaků legií. 

### V Československu
Po návratu do nově vzniklého Československa vykonával funkci náčelníka štábu ruských legií, poté náčelníka štábu 1. pěší divize v Praze a od roku 1920 zástupce náčelníka hlavního štábu Československé branné moci. Během československé mobilizace kvůli politické situaci v Maďarsku roku 1921 byl vyslán do Bělehradu. Roku 1923 byl povýšen na plukovníka. Po vykonaných studiích na Vysoké válečné škole (École Superieure de Guerre) v Paříži působil u několika štábů vyššího francouzského vojenského velitelství a také na francouzském Ministerstvu války. Roku 1923 byl jmenován přednostou zpravodajského oddělení hlavního štábu, roku 1924 pak vedl československou vojenskou misi v Rumunském království. Roku 1926 byl jmenován velitelem 20. pěší brigády v Nitře. 30. března 1929 byl povýšen na brigádního generála.
Od prosince 1931 do října 1934 byl velitelem 17. pěší brigády  a mezi říjnem 1934 a 25. září 1938 velitelem 9. pěší divize. Právě během tohoto úkonu byl zároveň 22. ledna 1938 povýšen do hodnosti generálmajora. V čase začleňování Sudet v důsledku Mnichovské dohody zastával od 27. září do 15. října 1938 funkci velitele 39. pěší divize, která měla mj. strážit pohraniční sektor území republiky. V následném období tzv. Druhé republiky pak od listopadu 1938 do března 1939 sloužil jako velitel bratislavské armádní posádky. S následným rozpadem Československa a vyhlášením samostatného Slovenského štátu o své postavení přišel.

### Po roce 1945
Po skončení druhé světové války a ustanovení tzv. Třetí Československé republiky byl gmjr. Žák v květnu 1945 povolán zpět do aktivní vojenské služby. Od 1. srpna do 25. října 1945 pak velel V. armádnímu sboru, poté byl do ledna 1947 zástupcem velitele 3. vojenského okruhu, do prosince 1947 pak zástupce velitele 1. vojenského okruhu. V roce 1947 byl pak personální stav armády výrazně zredukován a řada jednotek zanikla. Po komunistickém převratu v ČSR v únoru 1948 byla navíc řada armádních důstojníků propouštěna a nahrazována prokomunistickými. Žák poté, mj. i z těchto důvodů, odešel v prosinci 1947 do důchodu. V letech 1949–1956 byl na základě procesu vykonstruovaného komunistickým režimem odsouzen a vězněn.

### Úmrtí
Zemřel 16. května 1970 v Praze ve věku 78 let. Pohřben byl na Olšanských hřbitovech v Praze.